# أحمد شغيف
أحمد شغيف (ولد في 15 تشرين الثاني / نوفمبر 1970) هو عداء مالديفي سابق تنافس في سباق 100 متر رجال في دورة الألعاب الأولمبية الصيفية 1992. سجل 11.36، وهو رقم لا يكفي للتأهل للجولة التالية. أفضل رقم شخصي له هو 11.18 في عام 1991. في الألعاب الأولمبية الصيفية عام 1996، كان جزءا من فريق جزر المالديف في سباق 4 × 400 متر تتابع.

## روابط خارجية
- أحمد شغيف على موقع الاتحاد الدولي لألعاب القوى (الإنجليزية)
- أحمد شغيف على موقع أوليمبيديا (الإنجليزية)